# Nikolai Volkoff
Josip Peruzović, noto con il ring name Nikolai Volkoff (Spalato, 14 ottobre 1947 – Glen Arm, 29 luglio 2018), è stato un wrestler statunitense di origini croate.
È membro della WWE Hall of Fame, introdotto da Jim Ross durante la cerimonia del 2 aprile 2005. Durante il suo periodo da lottatore in WWF/E, Volkoff impersonava il personaggio del russo comunista sovietico cattivo, e spesso combatteva in coppia con un altro odiatissimo heel dell'epoca, The Iron Sheik, con il quale vinse anche il titolo di coppia a WrestleMania I.

## Carriera
Peruzović crebbe nella Repubblica Socialista di Croazia, all'epoca parte della Jugoslavia. Sua madre era ucraina mentre il padre era croato. Lottò nella squadra olimpica di lotta greco-romana jugoslava fino al 1967, quando fuggì in Canada mentre era impegnato in un torneo di lotta a Vienna, in Austria. Nel 1970 si trasferì negli Stati Uniti e si allenò a Calgary con il leggendario Stu Hart.

### World Wide Wrestling Federation

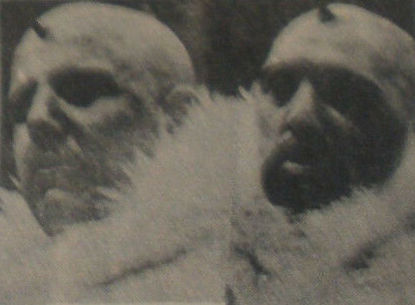
The Mongols (1970)

Poco dopo il suo arrivo in America, iniziò a combattere nella World Wide Wrestling Federation (WWWF) (attualmente nota come WWE). In questo periodo utilizzava il ring name Bepo Mongol, ed aveva come manager "Captain" Lou Albano lottando in coppia con Geeto Mongol. Il duo si aggiudicò i titoli WWWF International Tag Team sconfiggendo Tony Marino e Victor Rivera il 15 giugno 1970. Dopo aver perso i titoli in favore di Luke Graham e Tarzan Tyler in un match che unificò il WWF International e il WWE World Tag Team Championship, Peruzović si spostò nella competizione singola adottando il nome d'arte Nikolai Volkoff che gli avrebbe dato la fama.
Nel 1974 Volkoff apparve in un memorabile match (perso) svoltosi al Madison Square Garden dove affrontò Bruno Sammartino.

### American Wrestling Association; Mid-South

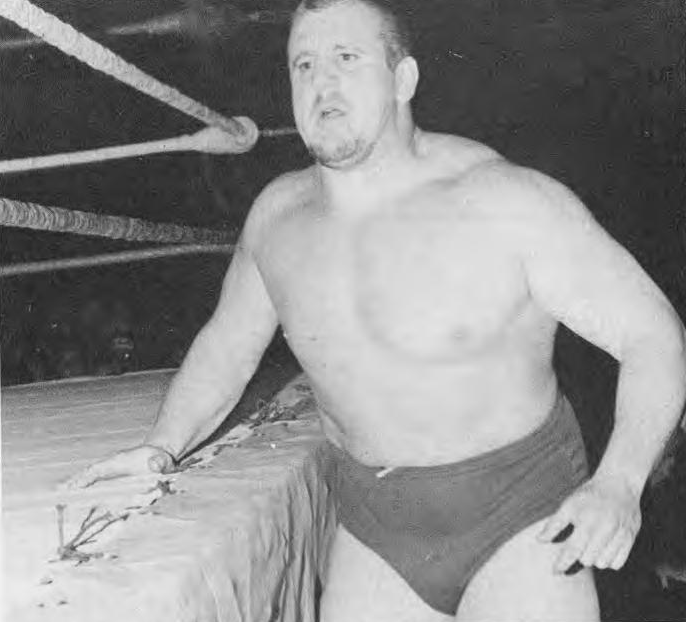
Volkoff nel 1983

Alla fine del 1974, Volkoff passò alla AWA dove lottò con il nome Boris Breznikoff; con manager Bobby "The Brain" Heenan, utilizzando la stessa gimmick del russo comunista cattivo. Ritornò al nome Volkoff per il suo ritorno in WWWF nel 1976. Durante questo periodo in WWWF, Volkoff veniva introdotto come originario della Mongolia. Ebbe un lungo feud di successo con Bruno Sammartino. La faida iniziò quando Volkoff attaccò Sammartino durante un'intervista. Sempre nello stesso periodo, Volkoff iniziò a stritolare una mela sul ring con una mano, per dimostrare come avrebbe ridotto il proprio avversario.
All'inizio degli anni ottanta, Volkoff lottò per breve tempo nella Mid South di Bill Watts.

### World Wrestling Federation
Nel 1984 ritornò in WWF dove creò un tag team insieme a Iron Sheik. Fu a questo punto che Volkoff divenne veramente noto come wrestler heel e iniziò a cantare l'inno nazionale dell'Unione Sovietica in mezzo al ring prima di ogni match, sempre sommerso da un diluvio di fischi da parte del pubblico.

#### World Tag Team Championship (1985)

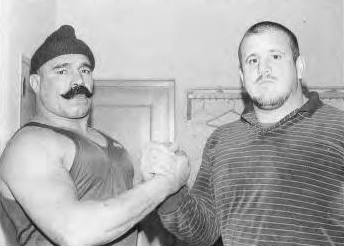
Iron Sheik e Nikolai Volkoff nel 1986

Volkoff & The Iron Sheik conquistarono le cinture WWF Tag Team Championship battendo gli U.S. Express (Mike Rotunda & Barry Windham) a WrestleMania I, il 31 marzo 1985. Dopo la perdita dei titoli nella rivincita contro Rotundo & Windham tre mesi dopo, Volkoff iniziò competere come lottatore singolo, affrontando avversari come Hulk Hogan, che sfidò per il titolo WWF World Heavyweight Championship in svariate occasioni nel 1985 e 1986, senza però riuscire mai a prevalere, e Corporal Kirchner.
A fine 1986, il manager di Volkoff, "Classy" Freddy Blassie vendette il suo contratto al "Doctor of Style" Slick (kayfabe). Sheik & Volkoff si scontrarono quindi con Hacksaw Jim Duggan per gran parte del 1987, un lottatore che interpretava il ruolo del grande patriota americano.

#### The Bolsheviks e turn face (1987-1994)
Nel 1987 creò un tag team con Boris Zhukov, altro wrestler con la gimmick del russo sovietico (in realtà un wrestler americano di nome James Harrell), denominato The Bolsheviks. I due "russi" si scontrarono con i Powers of Pain, perdendo nel corso della prima edizione del pay-per-view SummerSlam, tuttavia i Bolsheviks non riscossero lo stesso successo della coppia Volkoff-Iron Sheik. Dopo diverse sconfitte, furono abbandonati da Slick e vennero utilizzati prevalentemente come coppia comica nel corso di alcune scenette perdendo molti incontri con i Bushwhackers (altro tag team prevalentemente "comico"). I Bolsheviks non detennero mai nessuna cintura in WWF, e sono maggiormente ricordati per aver perso un match in appena 19 secondi venendo sconfitti dalla Hart Foundation a WrestleMania VI. Nel 1990, la coppia si divise. Volkoff rese pubblica la fine del tag team prima di un match iniziando poi a cantare l'inno nazionale statunitense trasformandosi all'istante in un face.
Volkoff trasformò la sua gimmick in quella di un ex sovietico ora ricredutosi che aveva abbracciato gli ideali occidentali rinnegando il comunismo. Ciò portò ad un feud con l'allora heel Sgt. Slaughter (nel suo periodo da simpatizzante dell'Iraq di Saddam Hussein). Quando la squadra di Volkoff sconfisse quella di Slaughter a Survivor Series 1990 (Tito Santana fu l'unico sopravvissuto), Volkoff lasciò la WWF alla fine del 1990. Fece un breve ritorno nel 1992 per partecipare all'annuale Royal Rumble, senza però impressionare troppo.
Nel 1994, Volkoff ritornò nuovamente in WWF da "cattivo" come "messaggero" della Million Dollar Corporation di Ted DiBiase. Interpretava però il ruolo del "tirapiedi" disprezzato e maltrattato da DiBiase, costretto a combattere in match che nessun altro membro della Corporation voleva. Dopo qualche tempo, Volkoff entrò in un periodo di semi-ritiro dal ring apparendo in maniera sporadica.

### Circuito indipendente (1991-1994)
Dopo aver lasciato la WWF, Volkoff cominciò a lottare in varie federazioni minori facenti parte del circuito indipendente. Nell'aprile 1991 partecipò al torneo indetto dalla Universal Wrestling Federation di Herb Abrams per l'assegnazione del titolo SportsChannel Television Championship, venendo sconfitto al primo round da Steve Williams. Il 3 maggio 1991 sconfisse l'ex partner nei Bolsheviks Boris Zhukov nella Trans World Wrestling Federation a Newington, Connecticut. L'8 agosto 1992 si recò a Porto Rico per lottare nella World Wrestling Council all'evento WWC Aniversario 1992 dove fu sconfitto da The Patriot. Il 4 aprile 1993 lottò contro il vecchio compagno di tag team Iron Sheik in un match che terminò con un doppio conteggio fuori dal ring nel corso dello show Wrestling in the USA svoltosi a Livingston, New Jersey.

### Semi-ritiro

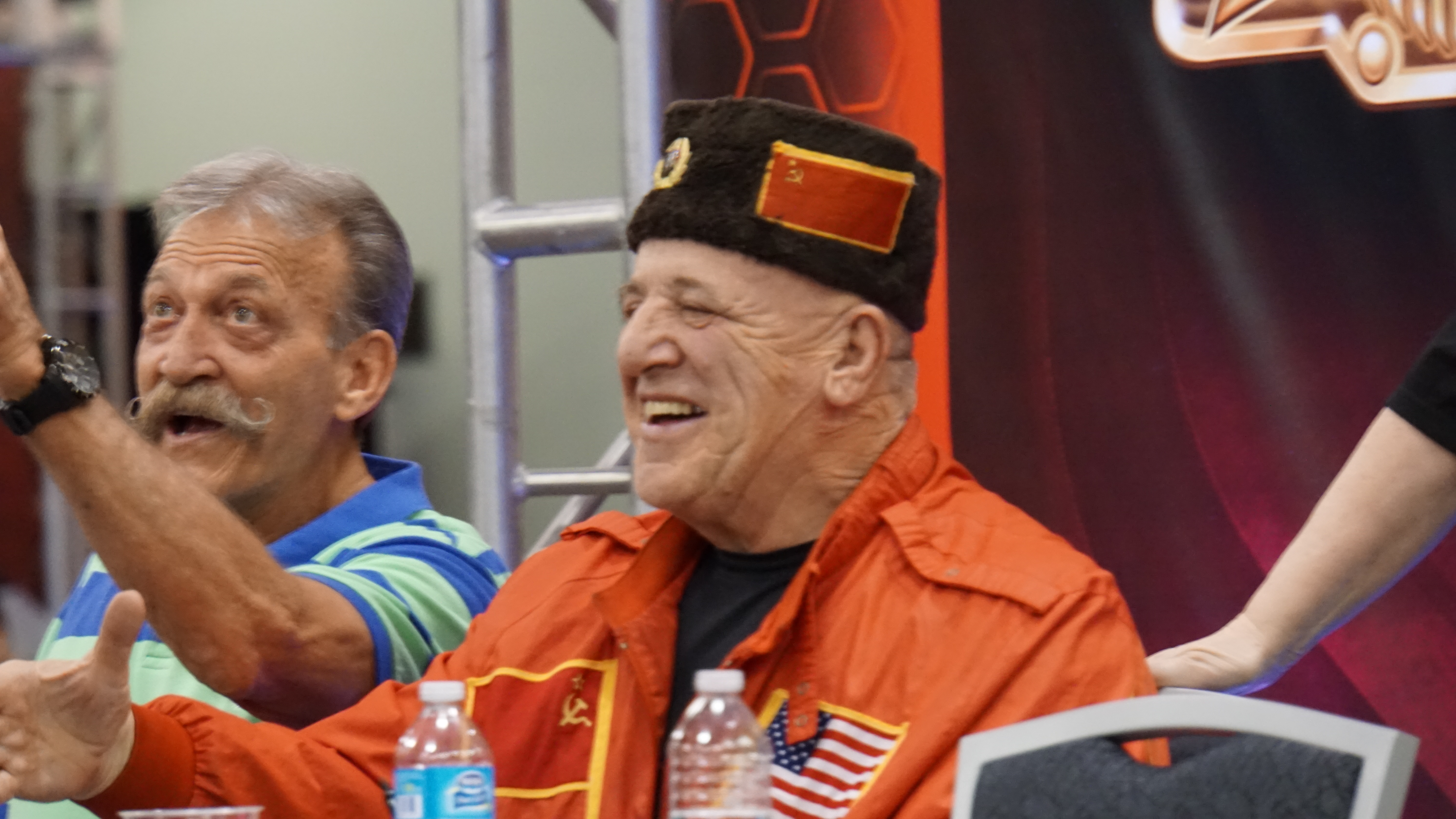
Volkoff insieme a Paul Orndorff nel 2015

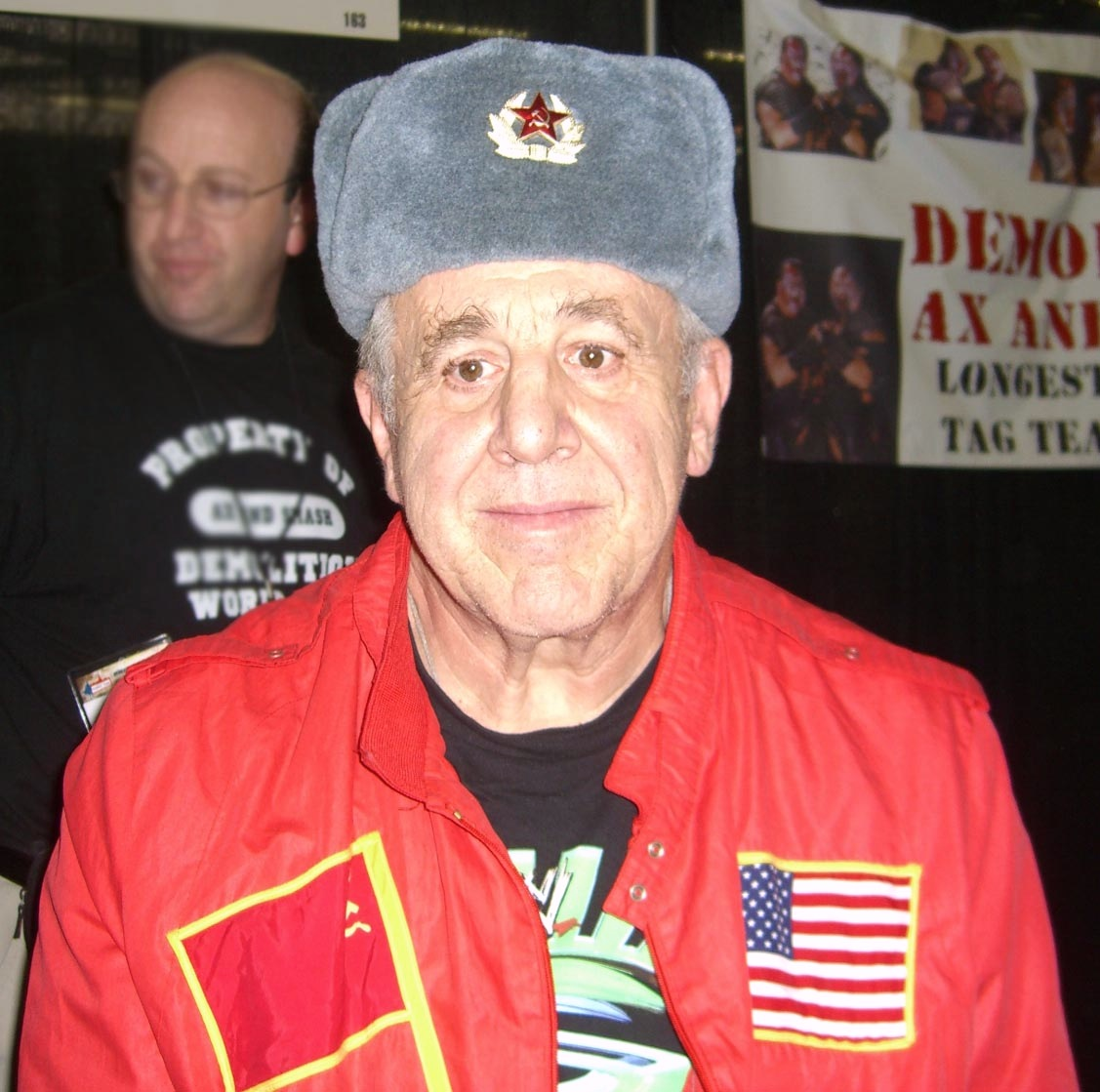
Nikolai Volkoff nel 2009

Da questo punto in poi, Volkoff, giunto ad una certa età, viene impiegato principalmente come "macchietta" in WWE smettendo di essere un wrestler attivo. Egli fece un breve cameo nel corso di una puntata di Shotgun Saturday Night dove Todd Pettengill lo trovò che dormiva per strada a New York ridotto come un barbone (kayfabe). Inoltre apparve anche a WrestleMania X-Seven partecipando alla Gimmick Battle Royal (vinta dal suo ex compagno di tag team The Iron Sheik).
Il 3 febbraio 2005, Volkoff venne annunciato come prossimo ammesso alla WWE Hall of Fame come membro della "Classe del 2005". Venne introdotto il 2 aprile 2005 da Jim Ross nello Universal Amphitheatre di Los Angeles.
Nel 2006, Volkoff prese parte al pay-per-view 6:05 The Reunion della World Wrestling Legends. Con Iron Sheik come manager al suo fianco, egli lottò in un match contro "Hacksaw" Jim Duggan. Prima dell'incontro, si esibì ancora una volta sul ring cantando l'inno nazionale dell'Unione Sovietica (ormai scomparsa da tempo) come ai vecchi tempi.
Nell'agosto 2007, Volkoff fece la sua prima apparizione in WWE in oltre due anni, prendendo parte ad una scenetta comica ispirata al talent-show American Idol.
Il 10 marzo 2008, Iron Sheik apparve insieme a Nikolai Volkoff per lottare contro gli U.S. Express (Barry Windham & Mike Rotunda) nel rematch del loro celebre incontro di WrestleMania I. Il match non ebbe però mai luogo, in quanto l'annunciatrice Jillian Hall interruppe Volkoff mentre cantava l'inno sovietico per cimentarsi lei stessa nel cantare Born in the U.S.A. di Bruce Springsteen, brano utilizzato come musica d'entrata dagli U.S. Express nel 1984-85.
Il 15 novembre 2010, durante una puntata di Raw, Volkoff riapparve con Iron Sheik, anche questa volta la sua esecuzione dell'inno sovietico venne bruscamente interrotta da Santino Marella & Vladimir Kozlov. Kozlov si esibì poi in duetto con Volkoff cantando l'inno nazionale russo.

## Vita privata
Peruzović è stato sposato per 35 anni ed è padre di due figlie. Nella sua autobiografia Listen, You Pencil Neck Geeks, Freddie Blassie, descrisse Peruzović come un "buon padre di famiglia" che lo aiutò a riprendere i contatti con una figlia che aveva abbandonato da parecchi anni. Nel corso di un'intervista del 2009, Peruzović discusse a fondo del suo rapporto di amicizia con Blassie.

## Morte
Peruzović è morto il 29 luglio 2018 all'età di 70 anni a causa di una grave forma di disidratazione.

## Personaggio

### Mossa finale
- Russian Bearhug (Bearhug)
- Russian Sickle (Running clothesline alla nuca)
- The Russian Backbreaker (Lifting backbreaker)

### Manager
- Slick
- Bobby Heenan
- Ted DiBiase
- Tony Angelo
- "Captain" Lou Albano
- Classy Freddie Blassie
- The Iron Sheik
- Kenny Casanova
- Nikita Breznikov

## Titoli e riconoscimenti
Championship Wrestling from Florida
- NWA Florida Tag Team Championship (1 - con Ivan Koloff)

Georgia Championship Wrestling
- NWA Georgia Heavyweight Championship (1)

Mid-Atlantic Championship Wrestling
- NWA Mid-Atlantic Tag Team Championship (1 - Chris Markoff)

Mid-South Wrestling
- Mid-South North American Championship (1)

NWA Detroit
- NWA World Tag Team Championship (Detroit version) (1 - con Boris Volkoff)

World Wrestling Federation
- WWF World Tag Team Championship (1 - con The Iron Sheik)
- WWF International Tag Team Championship (3 - 2 con Geto Mongol e 1 con Johnny DeFazio)
- WWE Hall of Fame (classe del 2005)
- Slammy Award for Most Ignominious (1986)
- Slammy Award for Best Personal Hygiene (1987) con Boris Zhukov & Slick

Pro Wrestling Illustrated
- 136º tra i 500 migliori wrestler singoli nella PWI Years (2003)
- 96º tra i 100 migliori wrestler di tag team nella PWI Years (2003 - con Iron Sheik)

Altri titoli
- NWF Tag Team Championship (1 - con Geto Mongol)
- World Wide Wrestling Alliance Intercontinental Championship (1)